# Brian Price
Brian Price (Belleville, 19 februari 1976) is een Canadees voormalig stuurman bij het roeien. Price maakte zijn debuut als stuurman met een achtste plaats in de acht tijdens de wereldkampioenschappen roeien 2001. Een jaar later werd Price wereldkampioen in de acht tijdens de wereldkampioenschappen roeien 2002. Een jaar later stuurde Price de Canadese acht wederom naar de wereldtitel en behaalde tevens in de niet olympische twee-met-stuurman zijn eerste van in totaal vier bronzen medaille in deze klasse. Price werd tijdens de Olympische Zomerspelen 2004 vijfde in de acht. Op de wereldkampioenschappen roeien 2007 werd Price voor de derde maal wereldkampioen in de acht. Price behaalde een jaar later de olympische gouden medaille in de acht tijdens de Olympische Zomerspelen 2008. Vier jaar sloot Price zijn carrière af met een zilveren medaille in de acht tijdens de Olympische Zomerspelen 2012.

## Resultaten
- Wereldkampioenschappen roeien 2001 in Luzern 8e in de acht
- Wereldkampioenschappen roeien 2002 in Sevilla  in de acht
- Wereldkampioenschappen roeien 2003 in Milaan  in de twee-met-stuurman
- Wereldkampioenschappen roeien 2003 in Milaan  in de acht
- Olympische Zomerspelen 2004 in Athene 5e in de acht
- Wereldkampioenschappen roeien 2005 in Kaizu 7e in de acht
- Wereldkampioenschappen roeien 2006 in Eton  in de twee-met-stuurman
- Wereldkampioenschappen roeien 2006 in Eton 9e in de acht
- Wereldkampioenschappen roeien 2007 in München  in de twee-met-stuurman
- Wereldkampioenschappen roeien 2007 in München  in de acht
- Olympische Zomerspelen 2008 in Peking  in de acht
- Wereldkampioenschappen roeien 2011 in Bled  in de twee-met-stuurman
- Wereldkampioenschappen roeien 2011 in Bled  in de acht
- Olympische Zomerspelen 2012 in Londen  in de acht

1900: Carr & DeBaecke & Exley & Geiger & Hedley & Juvenal & Lockwood & Marsh & Abell ·
1904: Cresser & Gleason & Schell & Flanagan & Armstrong & Lott & Dempsey & Exley & Abell ·
1908: Gladstone & Kelly & Johnstone & Nickalls & Burnell & Sanderson & Etherington-Smith & Bucknall & Maclagan ·
1912: Burgess & Swann & Wormald & Horsfall & Gillan & Garton & Kirby & Fleming & Wells ·
1920: Jacomini & Graves & Jordan & Moore & Sanborn & Johnston & Gallagher & King & Clark ·
1924: Carpenter & Kingsbury & Lindley & Miller & Rockefeller & Sheffield & Spock & Wilson & Stoddard ·
1928: Stalder & Brinck & Frederick & Thompson & Dally & Workman & Caldwell & Donlon & Blessing ·
1932: Salisbury & Blair & Gregg & Dunlap & Jastram & Chandler & Tower & Hall & Graham ·
1936: Morris & Day & Adam & White & McMillin & Hunt & Rantz & Hume & Moch ·
1948: I. Turner & D. Turner & Hardy & Ahlgren & Butler & Brown & Smith & Stack & Purchase ·
1952: Shakespeare & Fields & Dunbar & Murphy & Detweiler & Proctor & Frye & Stevens & Manring ·
1956: Charlton & Wight & Cooke & Beer & Esselstyn & Grimes & Wailes & Morey & Becklean ·
1960: Rulffs & Schröder & F. Schepke & K. Schepke & von Groddeck & Hopp & Bittner & Lenk & Padge ·
1964: J. Amlong & T. Amlong & Budd & Clark & Cwiklinski & Foley & Knecht & Stowe & Zimonyi ·
1968: Meyer & Schreyer & Henning & Hottenrott & Ulbricht & Hirschfelder & Siebert & Ott & Tiersch ·
1972:  Hurt & Veldman & Joyce & Hunter & Wilson & Earl & Coker & Robertson & Dickie ·
1976: Baumgart & Döhn & Klatt & Lück & Wendisch & Kostulski & Karnatz & Prudöhl & Danielowski ·
1980: Krauß & Koppe & Kons & Friedrich & Doberschütz & Karnatz & Dühring & Höing & Ludwig ·
1984: Turner & Neufeld & Evans & Main & Steele & Evans & Crawford & Horn & McMahon ·
1988: Maennig & Möllenkamp & Mellinghaus & Schultz & Wessling & Eichholz & Domian & Rabe & Klein ·
1992: Wallace & Robertson & Forgeron & Barber & Marland & Rascher & Crosby & Porter & Paul ·
1996: Zwolle & Simon & Bartman & Maasdijk & Van der Zwan & Van Steenis & Florijn & Rienks & Duyster ·
2000: Lindsay & Hunt-Davis & Dennis & Attrill & Grubor & West & Scarlett & Trapmore & Douglas ·
2004: Read & Allen & Ahrens & Hansen & Deakin & Beery & Hoopman & Volpenhein & Cipollone ·
2008: Light & Rutledge & Byrnes & Wetzel & Howard & Seiterle & Kreek & Hamilton & Price ·
2012: Adamski & Kuffner & Johannesen & Reinelt & Schmidt & Müller & Mennigen & Wilke & Sauer ·
2016: Durant & Ransley & Triggs Hodge & Gotrel & Reed & Bennett, Langridge & Satch & Hill ·
2020: Mackintosh & Bond & Murray & Brake & Williamson & Wilson & Kirkham & Macdonald & Bosworth ·
2024: Bolding & Carnegie & Gibbs & Ford & Dawson & Elwes & Digby & Rudkin & Brightmore